# Сарьянка (река)
Сарья́нка (латыш. Sarjanka, латг. Sarja, бел. Сар'янка) — река в Дагдском и Лудзенском краях Латвии и Верхнедвинском районе Республики Беларусь, правый приток Западной Двины.

## Описание
Длина 87 км. Площадь бассейна 1000 км². Среднегодовой расход воды в устье 7,4 м³/с. Средний наклон водной поверхности 0,9 ‰. Высота устья — 100,2 м над уровнем моря.
Вытекает из озера Бродайжас в Латвии, устье в 1 км юго-восточнее деревни Устье. Течёт в пределах Латгальской возвышенности и северо-западной части Полоцкой низменности (длина в границах Беларуси — 38 км, площадь бассейна — около 800 км²). Основные притоки: Сария, Чаушица (Тивша), Асуница (справа), Мальница, Турья (слева). Долина трапециевидная, преобладающая ширина — 200—350 м. Пойма прерывистая, местами чередуется по берегам, шириной 150—200 м. Русло извилистое, его ширина — 5-10 м в верхнем и среднем течении, 15-25 м — в нижнем.
На правом берегу реки, в 10 км от устья, находится агрогородок Сарья.

## Название
Соболевский сопоставлял название реки с гидронимами Сарка (два притока Суры), Сарма (приток Мокши), Сара (приток Илети, басс. средней Волги).
Согласно языковеду К. Буге, название реки балтское, аналоги — литовский гидроним Saria, прусский гидроним Sar-appe Последние гидронимы языковед А. Ванагас связывает с индоевропейским корнем *ser-, *sor- «течь»..
Согласно исследователю топонимии Ю. Трусману, название Сарьянка (в прошлом Сарья) произошло от финского sara oja — река, поросшая осокой. Согласно Р. Овчинниковой, «Сарья» по-фински значит «заболоченная река».